# Una tragedia americana
Una tragedia americana (título original en inglés, An American Tragedy) es una novela del estadounidense Theodore Dreiser, publicada en 1925. En 2005, la revista Time la situó entre las cien mejores novelas escritas en inglés desde 1923.

## Resumen de la trama
El ambicioso pero inmaduro Clyde Griffiths, criado por padres pobres y devotamente religiosos que lo forzaron a participar en trabajo misionero de calle, está ansioso de lograr riqueza y disfrutar de la vida. Sus problemas empiezan cuando asume el trabajo de botones en un hotel local. Los chicos que conoce en este empleo son más sofisticados que él, e introducen a Clyde en el mundo del alcohol y la prostitución. Clyde disfruta de su nuevo estilo de vida y hace todo lo posible  para obtener el afecto de la casquivana Hortense Briggs. Pero la vida de Clyde cambia para siempre cuando un coche robado donde él viaja mata a un muchacho. Deseoso de evitar el escándalo, Clyde huye de Kansas City, y tras una breve estancia en Chicago se establece como capataz en la factoría de cuello de camisa de su rico y largamente perdido tío Samuel Griffiths, en Lycurgus, Nueva York, quien encuentra a Clyde gracias a un golpe de fortuna. Mientras permanece distante de él y no muestra interés en presentarlo a sus amistades o hacerlo avanzar socialmente, el adinerado Samuel Griffiths da a Clive un trabajo en la fábrica y luego lo promueve a un cargo de relativa importancia.
Aunque su primo Gilbert, hijo se Samuel, advierte a Clyde de no tener romances con mujeres, de la misma forma que causaron su caída en Kansas City, rápidamente se ve atraído por Roberta Alden, una pobre e inocente obrera de familia campesina que trabaja bajo su supervisión en la fábrica. Roberta se enamora de él y Clyde inicialmente disfruta de su relación secreta (prohibida por las reglas de la fábrica) y al final convence a Roberta de que tenga sexo con él antes que perderlo; no obstante la ambición de Clyde por la riqueza y el ascenso social impide todo plan de matrimonio con Roberta, pobre y sin influencias. En lugar de ello, Clyde sueña con la elegante Sondra Finchley, la hija de un millonario de Lycurgus que es un amigo de Samuel Griffiths; Sondra logra conocer accidentalmente a Clyde y queda atraída por él, empezando una relación pese a la desaprobación de su tío.  
Habiendo intentado sin éxito procurarle un aborto a Roberta, quien confía en casarse con él, Clyde retrasa su propuesta matrimonial a Roberta, mientras que su relación con Sondra sigue madurando. Cuando se da cuenta de que tiene una auténtica oportunidad de casarse con Sondra, y después de que Roberta amenace con revelar su relación y su embarazo a menos que se case con ella, Clyde trama un plan para asesinar a Roberta de manera que parezca un accidente.
Clyde se lleva a Roberta en un bote de remos en el Big Bittern Lake en el norte del estado de Nueva York y rema hasta una zona remota. Habla con ella de acabar su relación, Roberta se le acerca, y él la golpea en la cara con su cámara, sorprendiéndola y haciendo que el bote vuelque. Incapaz de nadar, Roberta se ahoga mientras Clyde, que no desea salvarla, nada hacia la orilla. La narrativa es deliberadamente confusa sobre si Clyde actuó con malicia e intención de asesinar a Roberta, o si la golpeó instintivamente. Sin embargo, cuando el cadáver de Roberta es hallado, el rastro de evidencias circunstanciales apuntan al asesinato, y las autoridades locales están deseando acusar a Clyde, hasta el punto de elaborar evidencias adicionales contra él. Después de un juicio que causa sensación ante un público impresionado, y pese a la vigorosa defensa organizada por dos abogados contratados por su tío Samuel, Clyde es condenado a muerte y ejecutado. Las escenas en la cárcel y la correspondencia entre Clyde y su madre destacan como ejemplos de pathos en la literatura moderna.

## Inspiración
Dreiser basó el libro en un famoso caso criminal de inicios del siglo XX. El 11 de julio de 1906, los propietarios de un centro vacacional encontraron un bote volcado y el cadáver de Grace Brown de 20 años, en el Big Moose Lake de los montes de Adirondack del norte del Estado de Nueva York. Chester Gillette, pareja de la joven, fue acusado de matar a Brown, aunque él alegó ante los tribunales que la muerte de la chica fue un accidente. 
Durante la investigación Gillette fue hallado culpable, siendo luego sentenciado a muerte y ejecutado en la silla eléctrica el 30 de marzo de 1908. El juicio por el asesinato de la joven atrajo la atención internacional cuando las cartas de amor de Grace Brown para Gillette se leyeron ante el tribunal. Dreiser guardó recortes de periódico sobre el caso durante varios años antes de escribir esta novela, durante los cuales estudió el caso de cerca; inclusive basó a su personaje Clyde Griffiths en Chester Gillette, dándole deliberadamente las mismas iniciales.

## En la cultura popular
La novela ha sido citada en comentarios, adaptada varias veces a otras formas y la fórmula básica ha sido la base de otros trabajos:
- Una primera adaptación escénica escrita por Patrick Kearney para Broadway se estrenó en el Teatro Longacre de Nueva York el 11 de octubre de 1926.

- Sergei Eisenstein preparó un guion a finales de los años 1920 que esperaba que la Paramount o Charlie Chaplin la produjesen durante la estancia de Eisenstein en Hollywood en 1930.

- En abril de 1929 Dreiser se mostró conforme con que el director alemán Erwin Piscator produjera una versión teatral de Una tragedia americana. La adaptación escénica de Piscator se estrenó en Viena en abril de 1932 e hizo su estreno estadounidense en abril de 1935 en el Teatro Hedgerow, Rose Valley. La obra se produjo también por Lee Strasberg en el Group Theatre en marzo de 1936 y de nuevo por el teatro Hedgerow en septiembre de 2010 (donde fue erróneamente atribuido a la esposa de Piscator Maria Ley).

- Dreiser se mostró muy disconforme con una versión cinematográfica de 1931 dirigida por Josef von Sternberg y también lanzada por Paramount.

- En la película de 1932 de los Hermanos Marx Horse Feathers, Groucho Marx, remando en un bote con una mujer, afirma: «¿Sabes?, esta es la primera vez que he estado en una canoa desde que vi Una tragedia americana».

- En los años 1940 la novela inspiró un episodio de la premiada comedia old-time radio Our Miss Brooks, un episodio conocido como "Weekend at Crystal Lake" y a veces como "An American Tragedy."  El episodio gira en torno a la mala interpretación que hacen los personajes de las intenciones del profesor de biología Philip Boyton (interpretado por Jeff Chandler), una colega del instituto Connie Brooks (Eve Arden) e interés amoroso. Los personajes temen que los planes de Boynton de matar a la señorita Brooks durante un fin de semana de placer en el retiro junto al lado de su jefe. El episodio fue retransmitido dos veces, el 19 de septiembre de 1948, y — con ligeros cambios — el 21 de agosto de 1949. El episodio también se repitió en 1955, en una época cuando el espectáculo fue un éxito tanto en la radio como en la televisión.[3]

- La película de 1951 de Paramount Pictures Un lugar en el sol, dirigida por George Stevens y protagonizada por Elizabeth Taylor y Montgomery Clift, se basa fuertemente en la novela, y se considera uno de los mejores films dramáticos rodados en los años cincuenta.

- Otras adaptaciones televisivas y fílmicas de Una tragedia americana han sido producidas en Brasil (Um Lugar ao Sol, serie de televisión, 1959, director: Dionísio Azevedo), Italia ("Una tragedia americana", Rai 1, 1962, director: Anton Giulio Majano), Checoslovaquia (Americká tragédia, serie de televisión, 1976, director: Stanislav Párnicky), Filipinas (Nakaw na pag-ibig, film, 1980, director: Lino Brocka) y Japón (Hi no ataru basho, serie de televisión, 1982, director: Masami Ryuji).

- Fue transformada en ópera por el compositor Tobias Picker. Se estrenó en la Metropolitan Opera protagonizada por Nathan Gunn en Nueva York el 2 de diciembre de 2005.

- Varios críticos y comentaristas han comparado elementos de la película de Woody Allen Match Point (2005) a la trama central de la novela.[4][5]

- En 2007 la banda Divine Reich lanzó un álbum titulado An American Tragedy en el sello discográfico Kheperi Global Media. El tema del álbum y contenido lírico fue inspirado por el tema principal de la novela.

- La novela ha sido también adaptada en forma de musical del mismo título por el tres veces ganador de los Premios Tony compositor y letrista Charles Strouse. Se estrenó en Muhlenberg College, ubicado en Allentown, EE. UU. el 24 de marzo de 2010.

## Para saber más
- An American Tragedy: Una guía de estudio (en inglés)
- Theodore Dreiser: An American Tragedy The Library of America. Consultado el 28 de octubre de 2005.
- "Double Exposure," un artículo sobre diferencias entre las dos versiones filmadas de Una tragedia americana, en Opera News, diciembre de 2005, pp. 24–31.